# Friedrich Wilhelm II của Phổ
Friedrich Wilhelm II (25 tháng 9 năm 1744 – 16 tháng 11 năm 1797) là vị vua thứ 4 của Vương quốc Phổ, tại vị từ năm 1786 cho đến khi qua đời vào năm 1797. Thông qua Liên minh cá nhân ông cũng là Tuyển hầu xứ Brandenburg và (thông qua Nhà Oranje-Nassau thừa kế của ông nội) ông cũng là Thân vương xứ Neuchâtel.
Để phản ứng phòng thủ trước Cách mạng Pháp, Friedrich Wilhelm II đã chấm dứt Cạnh tranh Áo Phổ. Ở trong nước, ông từ bỏ phong cách cai trị khai sáng của người tiền nhiệm và áp dụng một hệ thống kiểm duyệt và kiểm soát tôn giáo thắt chặt. Nhà vua là người bảo trợ quan trọng cho nghệ thuật, đặc biệt là trong lĩnh vực âm nhạc. Là một nghệ sĩ cello lành nghề, ông cống hiến nhiều tác phẩm lấy cello làm trung tâm của các nhà soạn nhạc Mozart, Haydn, Boccherini và Beethoven. Ông cũng cho xây dựng một số công trình kiến trúc đáng chú ý nhất ở Phổ, bao gồm Cổng Brandenburg ở Berlin, Cung điện Cẩm thạch và vường trồng cam ở New Garden, Potsdam.
Dù nhà vua không có tài năng về chính trị và quân sự, nhưng bờ cõi của nước Phổ đã được mở rộng dưới triều đại ông.

## Cuộc sống đầu đời
Friedrich Wilhelm sinh ra ở Berlin vào ngày 25 tháng 9 năm 1744, là con trai cả của Vương tử Augustus William của Phổ (1722–1758) và Nữ công tước Luise xứ Brunswick-Wolfenbüttel. Do không có con, Vua Friedrich II đã chỉ định người em trai của mình là August Wilhelm, cha của Friedrich Wilhelm, làm người thừa kế vào năm 1744, vì thế Friedrich Wilhelm xếp vị trí thứ 2 trong danh sách kế vị.
Friedrich Wilhelm sinh ra trong thời kỳ chiến tranh, vì Phổ lại có chiến tranh (1744–1745) với Áo kể từ ngày 10 tháng 8 năm 1744. Kể từ năm 1740, sau cái chết của Karl VI của Thánh chế La Mã, Quân chủ Habsburg không có người thừa kế nam. Mặc dù Karl VI đã bổ nhiệm con gái của ông là Maria Theresa làm người thừa kế theo Sắc lệnh Thực dụng năm 1713, tài liệu này mâu thuẫn với luật Salic có hiệu lực trước đó, vốn chỉ quy định những người thừa kế ngai vàng phải là nam giới. Friedrich II của Phổ đã lợi dụng cuộc khủng hoảng kế vị của Áo để thôn tính Habsburg Silesia. Do đó, ông bắt đầu cuộc chiến đầu tiên trong tổng số ba cuộc Chiến tranh Silesia, với những khoảng thời gian gián đoạn ngắn ngủi, kéo dài cho đến năm 1763.
Vào ngày 11 tháng 10 năm 1744, Friedrich Wilhelm được rửa tội tại tiền thân của Nhà thờ Berlin ngày nay. Ngoài các thành viên của hoàng gia Phổ, Hoàng đế Karl VII của Thánh chế La Mã, Nữ sa hoàng Yelizaveta của Nga, Louis XV của Pháp và người thừa kế ngai vàng Thụy Điển Adolf Frederick đã được chọn làm cha mẹ đỡ đầu để phù hợp với địa vị của ông. Việc lựa chọn cha mẹ đỡ đầu cũng thể hiện nỗ lực của nhà vua nhằm cô lập Áo về chính sách liên minh. Những nhà cai trị nước ngoài này không đích thân có mặt tại lễ rửa tội mà họ cử đại diện đến Berlin.

## Giáo dục

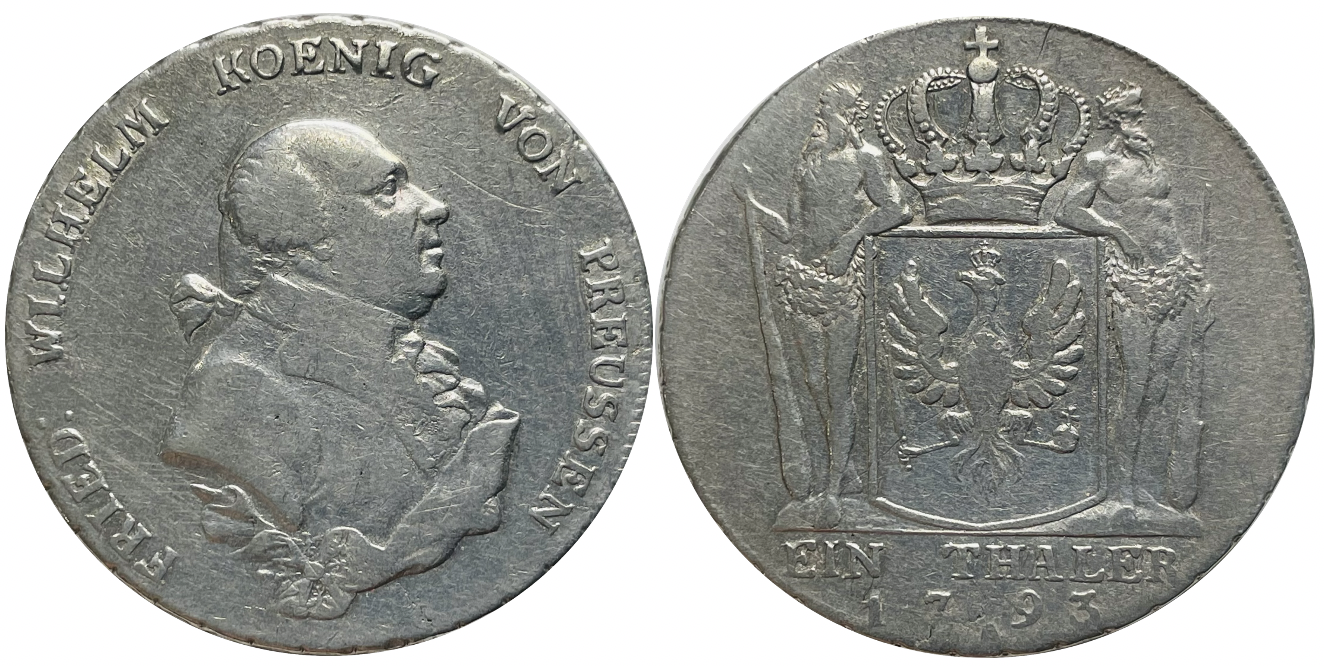
Xu bạc: 1 thaler Phổ, với mặt trước là chân dung của Friedrich Wilhelm II của Phổ, đúc năm 1793

Năm 1747, Vua Friedrich II đưa cháu trai 3 tuổi của mình ra khỏi sự chăm sóc của gia đình, cậu bé sống trong Cung điện Thái tử ở Berlin và Cung điện Oranienburg. Ông đã đưa Frederick William đến Cung điện Berlin và quyết định chọn một nền giáo dục theo tinh thần Thời đại Khai sáng, chọn gia sư cho đứa cháu trai bốn tuổi của mình.
Nicolas de Béguelin được nhà vua chọn để giáo dục cho cháu trai của mình. Béguelin đã học luật và toán học, sau đó làm việc tại Tòa án Hoàng gia ở Wetzlar và phục vụ cho Vương quốc Phổ từ năm 1743. Ông đã có quan hệ cá nhân với Friedrich II và được ông quý trọng. Béguelin quản lý chặt chẽ thói quen hàng ngày của vương tử 4 và 5 tuổi: buổi sáng, vương tử học tiếng Đức và tiếng Pháp, ngôn ngữ của các triều đình châu Âu. Đến trưa, ông phải mời các kỵ binh trong triều đến để làm quen với cách cư xử ngoại giao. Sau bữa trưa, các bài học ngôn ngữ tiếp tục ở dạng viết, vì cậu đã có thể đọc và viết khi mới 5 tuổi. Chỉ khi đó ông mới có thời gian để chơi. Nhưng ngay cả vào thời điểm này trong ngày, ông vẫn phải diễn lại những gì đã học với sự trợ giúp của những con rối.
Friedrich II liên tục can thiệp vào giáo dục. Ví dụ, tại buổi tiếp đón các kỵ binh vào buổi trưa, ông yêu cầu Friedrich Wilhelm không được dạy dỗ để trở thành người khiêm tốn và dè dặt. Với tư cách là người có thể kế vị vương quyền, ông phải nhận được sự tôn trọng trong giới quý tộc của đất nước thông qua "Dreistigkeit" (sự táo bạo), theo ý muốn của Friedrich II. Friedrich Wilhelm khá nhút nhát không thể đáp ứng những yêu cầu này của bác mình. Những kỳ vọng cao được đặt vào hành vi và sẵn sàng thực hiện hàng ngày của trẻ khiến trẻ có rất ít chỗ cho những giờ phút vô tư và các hoạt động thân thiện với trẻ. Nếu vương tử không muốn thực hiện một số nhiệm vụ nhất định hoặc tỏ ra thách thức, Béguelin sẽ tước đi món đồ chơi yêu thích của ông hoặc thậm chí đe dọa đánh đập.
Friedrich Wilhelm được dạy toán, luật, triết học và lịch sử. Các thành viên của Viện Hàn lâm Khoa học Hoàng gia Phổ, dưới thời Friedrich II, đã tập hợp các học giả quan trọng, chủ yếu là người Pháp, nhiều lần đóng vai trò cố vấn giáo dục. Vị vua tương lai có kiến thức vững chắc về lịch sử Hy Lạp, La Mã, Assyria và Do Thái nói riêng. Thỉnh thoảng Béguelin thư giãn các bài học bằng cách đưa vương tử đi tham quan các nhà máy, xưởng và xưởng nghệ thuật ở Berlin. Khiêu vũ, đấu kiếm và cưỡi ngựa cũng có trong chương trình. Tuy nhiên, ông không nhận được một nền giáo dục có thể giúp Friedrich Wilhelm chuẩn bị cho công việc quản lý nhà nước của một vị quân chủ.
Năm 1751, nhà vua chọn Thiếu tá, Bá tước Heinrich Adrian von Borcke có học thức cao và đọc nhiều để huấn luyện quân sự cho Friedrich Wilhelm. Bá tước 36 tuổi tỏ ra ít nhạy bén trong phương pháp sư phạm. Các báo cáo cho thấy Borcke phải viết thư thường xuyên cho Friedrich II để báo cáo về sự tiến bộ của vương tử cho thấy Friedrich Wilhelm thường cư xử nổi loạn và bị trừng phạt bằng đánh đập. Khi điều này cũng không giúp ích được gì, Borcke đã cấm vương tử tiếp xúc với em trai Vương tử Henry. Friedrich II đã chấp thuận phương pháp giáo dục này. Vào ngày 19 tháng 8 năm 1754, ông ta yêu cầu Friedrich Wilhelm chuyển từ Berlin đến Potsdam, tới triều đình của ông ta. Nhà vua tuyên bố rằng mục đích là để thay đổi bản chất nhạy cảm và dè dặt của Friedrich Wilhelm:
"Vì thằng bé ấy (Friedrich Wilhelm) có phần nhút nhát nên tôi đã bảo tất cả những người đến gặp tôi đều phải trêu chọc thằng bé ấy để bắt nó phải nói. Tôi tin rằng thằng bé sẽ không xấu hổ trước mặt bất kỳ ai trong tương lai gần."
- Thư của Vua Friedrich II gửi em trai Augustus Wilhelm của Phổ

## Thái tử Phổ

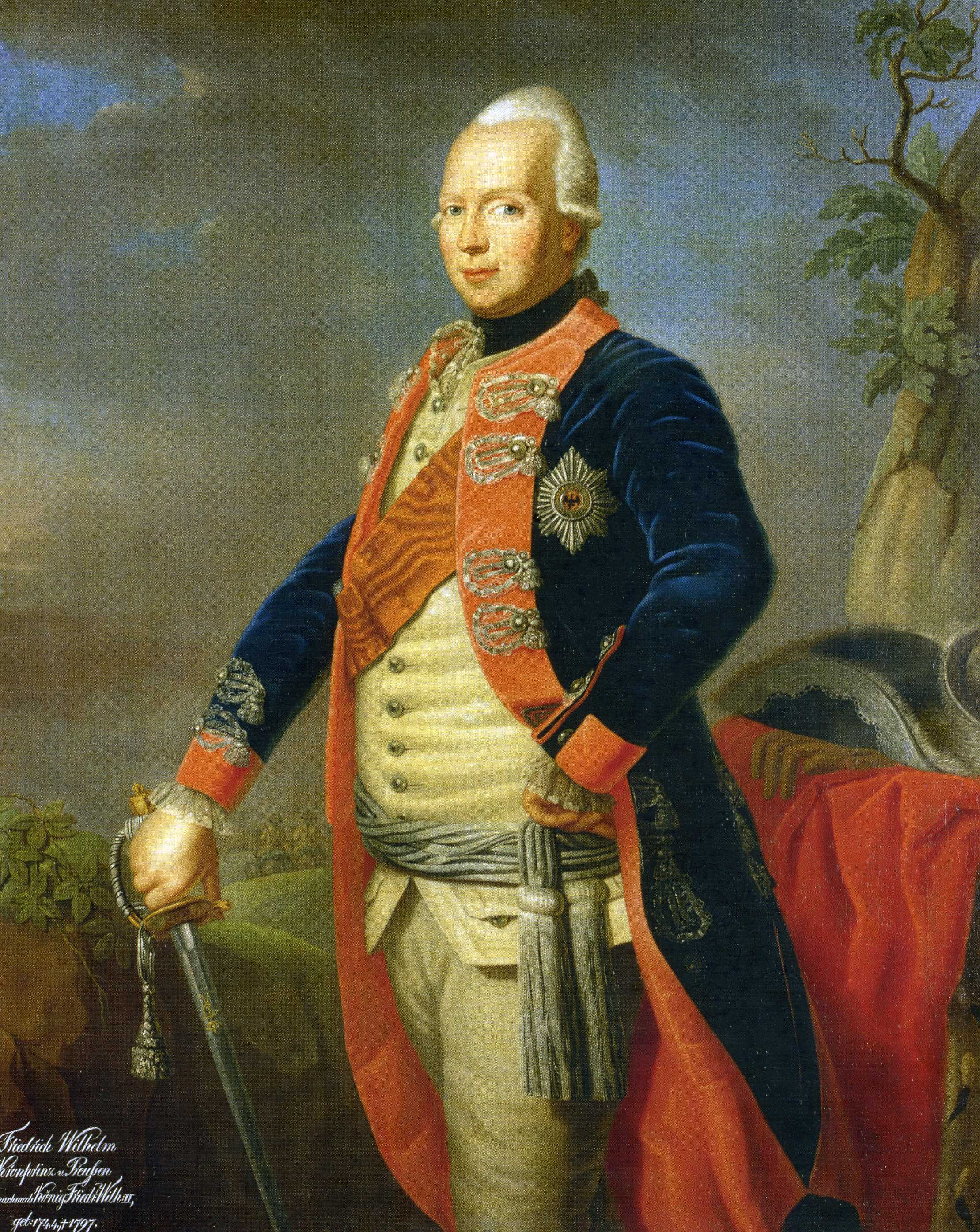
Chân dung của Thái tử Friedrich Wilhelm, năm 1765

Tuổi trẻ của Friedrich Wilhelm bị lu mờ bởi những trải nghiệm của Chiến tranh Silesia lần thứ ba và Chiến tranh Bảy năm (1756–1763).
Chiến tranh làm trầm trọng thêm căng thẳng giữa Vua Friedrich II và cha của Friedrich Wilhelm là Augustus William, người sẽ thừa kế ngai vàng với tư cách là Thái tử Phổ kể từ năm 1744. Vào mùa thu năm 1757, Friedrich II đã loại bỏ em trai của mình khỏi Quân đội Phổ một cách nhục nhã vì những cáo buộc mang lại nhiều thất bại. Một số nhà sử học cho rằng Friedrich đã cố tình sử dụng em trai mình làm vật tế thần để đánh lạc hướng sự chú ý khỏi những thất bại của chính ông với tư cách là một vị tướng, và sau đó chuyển sự khinh miệt đối với em trai mình sang Friedrich Wilhelm. Trên thực tế, Friedrich II đã đối xử với cháu trai của mình không tệ hơn những người xung quanh trước cái chết của Augustus Wilhelm.
Sau cái chết của cha Friedrich Wilhelm, phải đến tháng 12 năm 1758, cả Friedrich Wilhelm và anh trai Heindrich mới có thể đến thăm Vua Friedrich II trong trại mùa đông của ông ở Torgau. Nhân dịp này, Friedrich II đã xác nhận vị trí người thừa kế ngai vàng của cháu trai mình và vào ngày 13 tháng 12 năm 1758 phong cho ông tước hiệu Thái tử Phổ. Bằng cách này, Friedrich II đã báo hiệu cho thế giới bên ngoài rằng sự tồn tại của Phổ được đảm bảo thông qua người thừa kế. Tuy nhiên, trên thực tế, Phổ đã phải đối mặt với sự tan rã hoàn toàn nhiều lần trong cuộc chiến này. Triều đình Phổ thường phải chạy trốn hoặc phải cố thủ trong pháo đài Magdeburg.
Trong giai đoạn cuối của Chiến tranh Bảy năm, Friedrich II coi mức độ nổi tiếng của người thừa kế ngai vàng trong lòng binh lính là điều đáng lo ngại, vì nó đe dọa làm lu mờ danh tiếng quân sự của chính ông. Năm 1762, Thái tử Phổ tham gia Cuộc vây hãm Schweidnitz và Trận Burkersdorf. Mặc dù Friedrich II khen ngợi sự dũng cảm của ông và bổ nhiệm ông làm chỉ huy trung đoàn bộ binh Potsdam, nhưng theo thời gian, mối quan hệ giữa nhà vua và người thừa kế ngai vàng của ông đã nguội lạnh rõ rệt.
Chiến tranh Bảy năm cuối cùng đã kết thúc với Hiệp ước Hubertusburg vào ngày 15 tháng 2 năm 1763. Phổ đã có thể khẳng định mình là một cường quốc và bảo vệ Các công quốc Silesia, nhưng đổi lại phải chấp nhận thiệt hại to lớn về kinh tế và văn hóa. Bệnh dịch, nạn đói và bệnh tật đã gây ra cái chết của hơn 300.000 thường dân chỉ tính riêng ở Phổ.

### Xung đột với vua Friedrich II

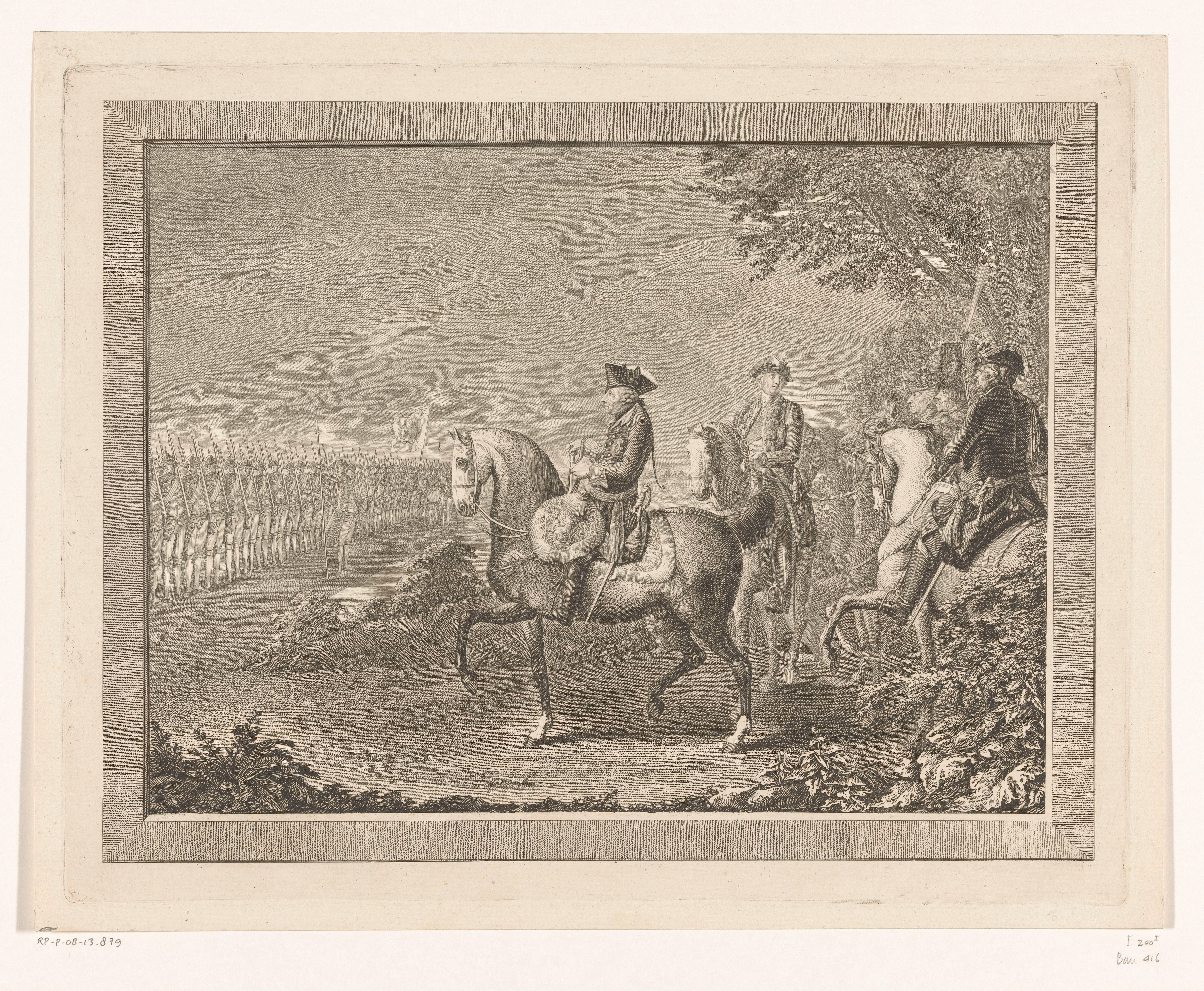
Friedrich II và Friedrich Wilhelm II

Friedrich II nhằm mục đích công khai làm nhục người thừa kế ngai vàng của mình. Ông bày tỏ sự tiếc nuối khi người cháu trai khác của ông, Karl Wilhelm Ferdinand, Công tước xứ Brunswick, không thể kế vị ngai vàng. Nhà sử học nghệ thuật Alfred Hagemann giải thích hành vi này có nghĩa là Friedrich muốn nâng cao hình ảnh của chính mình trong lịch sử bằng cách cố tình hạ bệ người kế vị của chính mình.
Hai cuộc hôn nhân ép buộc với Elisabeth Christine xứ Brunswick-Wolfenbüttel, và sau đó là với Frederica Louisa xứ Hessen-Darmstadt, do Friedrich II sắp đặt đã dẫn đến mối quan hệ căng thẳng giữa nhà vua và thái tử. Friedrich Wilhelm bắt đầu ngày càng xa cách Friedrich II về tính cách: Trong khi Vua Friedrich II sống trong một thế giới thuần túy dành cho nam giới thì thái tử đã xây dựng một cuộc sống tình cảm đầy cảm xúc và trưởng giả với tình nhân của mình là Wilhelmine Encke từ những năm 1760 trở đi. Trong khi Friedrich II chỉ trích việc thực hành tôn giáo thì Friedrich Wilhelm lại là một người sùng đạo Tin Lành. Trong khi Friedrich II chỉ là người bảo trợ cho văn hóa Pháp, thì Friedrich Wilhelm với tư cách là vua lại ủng hộ âm nhạc và sân khấu Đức. Trong khi Friedrich II rút lui vào các nhóm nhỏ ưu tú, Friedrich Wilhelm với tư cách là vua tìm kiếm sự xuất hiện đại diện. Friedrich Wilhelm là một người cùng thời với ông, quan tâm đến thuyết tâm linh, khả năng thấu thị và chiêm tinh, điều này có thể đã khiến người tiền nhiệm của ông phải lùi bước.

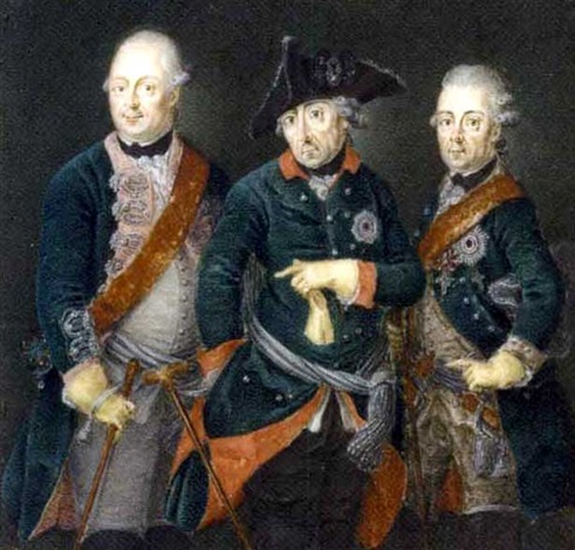
Friedrich Wilheml II và các chú của ông

Sự khinh thường của Friedrich II đối với người kế vị còn được chứng minh bằng căn hộ Potsdam được giao cho "Thái tử Phổ" ở góc đường Neuer Markt. Với địa vị cao của mình, ông sống rất chật chội. Tòa nhà trên Neuer Markt, ngày nay được gọi là "Kabinettshaus", ban đầu được xây dựng vào năm 1753 cho nhà truyền giáo vùng nông thôn Krumbholz và phải tạm thời chuyển đổi thành Cung điện của Thái tử vào năm 1764. Trong ngôi nhà thuê lân cận ở số 8 Schwertfegerstrasse, vị vua tương lai Friedrich Wilhelm III của Phổ được sinh ngày 3 tháng 8 năm 1770. Trong dinh thự của mình, thái tử đã mời các quý tộc của Potsdam đến dự các buổi hòa nhạc và khiêu vũ, tuy nhiên, họ đã sớm được chuyển đến vườn cam cũ ở Lustgarten do thiếu không gian.
Lối sống và quan niệm về nhà nước của Friedrich về cơ bản khác với lối sống của cháu trai ông. Friedrich sống phô trương theo nguyên tắc muốn trở thành lãnh đạo phục vụ đầu tiên của nhà nước mình. Để đạt được mục tiêu này, ông đã cống hiến hết mình cho chính trị, công việc của chính phủ và triết học nhà nước, đôi khi chú ý đến những chi tiết nhỏ nhất. Ông thường xuyên thay đổi cố vấn, quan chức và không muốn giao nhiệm vụ, quyền lực cho người khác. Ông cai trị như một kẻ chuyên quyền cho đến cuối cùng.
Mặc dù Friedrich đã cho cháu trai mình một nền giáo dục hà khắc, nhà vua đã thất bại - có thể là do ác ý - trong việc giới thiệu cho người thừa kế ngai vàng về các quá trình và bối cảnh chính trị. Ông chỉ được phép tham dự các phiên họp của Tòa phúc thẩm Berlin. Tuy nhiên, Friedrich đã cấm các bộ trưởng của mình cấp cho Friedrich Wilhelm những hiểu biết sâu sắc về hoạt động chính trị hàng ngày. Do được giáo dục từ nhỏ nên ông chỉ có kiến thức vững chắc về luật hiến pháp, quân sự và nghệ thuật.